# Otto Fröhlich (Maler, 1869)
Otto Fröhlich  (* 15. März 1869 in Schleiz, Reuß j. L.; † 29. Dezember 1940 in Weimar) war ein deutscher Maler und Radierer sowie Professor am Staatlichen Bauhaus in Weimar.

## Leben und Wirken
Robert Heinrich Otto Fröhlich wurde in Schleiz geboren und studierte nach dem Abitur von 1887 bis 1895 an der Großherzoglich Sächsischen Kunstschule in Weimar. Seine prägenden Lehrer waren in der inzwischen gegründeten „Naturklasse“ Leopold von Kalckreuth (1855–1928) und später der Norweger Carl Frithjof Smith (1859–1917). Ersterer bevorzugte das großformatige Figurenbild in der freien Landschaft sowie Motive aus dem Volksleben. Smith lehrte die Vorzeichnung mit Kohle direkt auf die Leinwand. Fröhlich unternahm noch Studienreisen nach München und Stuttgart. Im Jahre 1919 wurde er in den Meisterrat des Staatlichen Bauhauses zu Weimar berufen. Wegen der zu modernen Ausrichtung und politischen Polarisierung kam es zu Konflikten, so dass Fröhlich schon Anfang 1920 von seinem Lehramt zurücktrat und in Weimar ein freischaffender Maler blieb. Besondere Freundschaften pflegte er mit Max Beckmann (1884–1950) und dem Anthroposophen Rudolf Steiner (1861–1925).

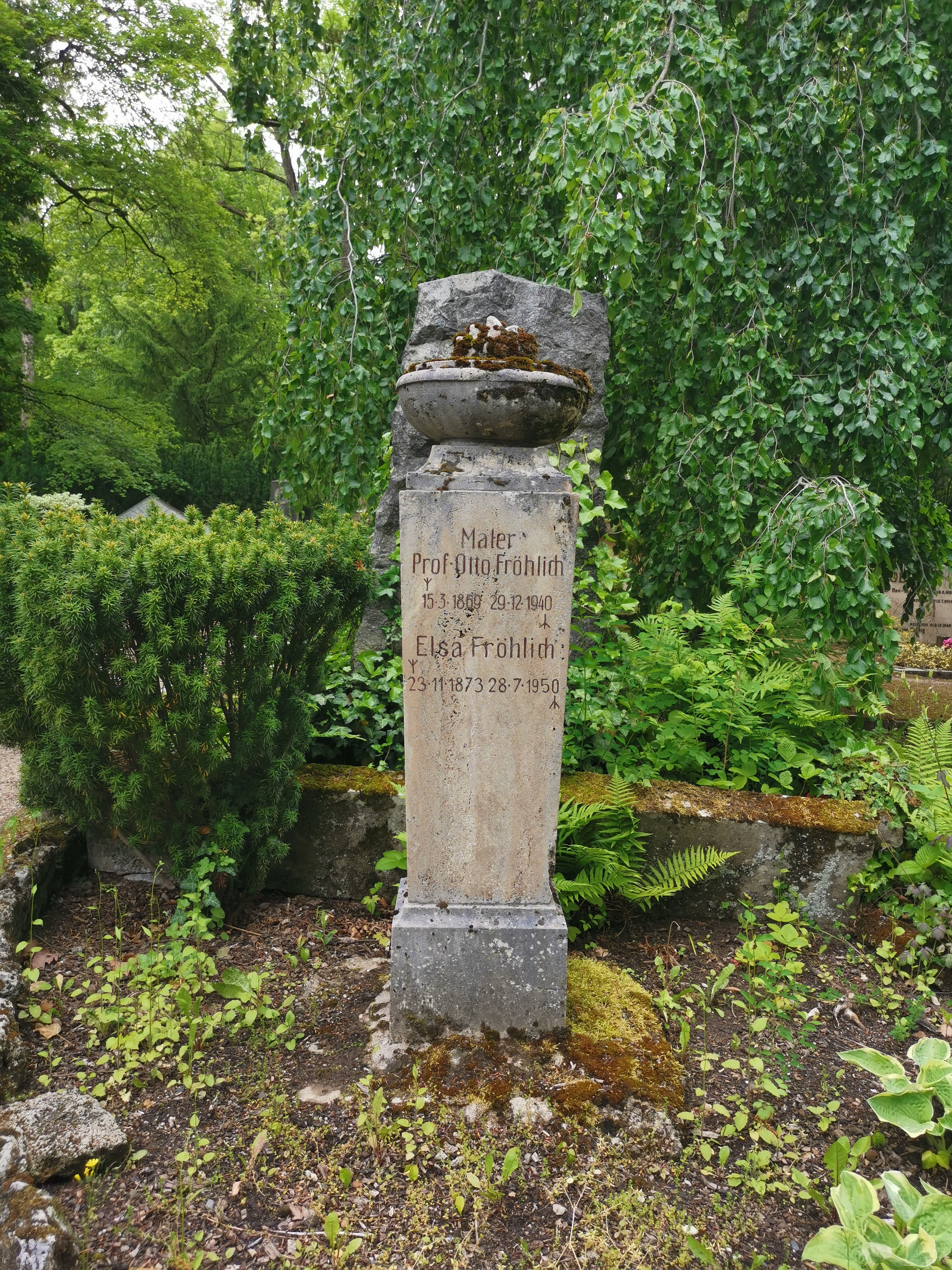
Grabstätte

Er ist auf dem Historischen Friedhof Weimar bestattet.

## Würdigung
Fröhlich malte ausdrucksstarke Porträts sowie stimmungsvolle Bilder als handlungsarme Genreszenen innerhalb thüringischer Dorflandschaften. 1940 vollendete er die Kopie der Schwind-Fresken auf der Wartburg. Ab 1893 beschickte er die großen Kunstausstellungen in Berlin, München und Düsseldorf. Seine Bilder befinden sich in Privatbesitz, in den Weimarer Kunstsammlungen sowie u. a. in den öffentlichen Museen von Eisenach und Altenburg. Er gestaltete auch Buchdeckel von Lesebüchern. Radierungen von ihm wurden in den Mappen des Radiervereines zu Weimar veröffentlicht.

## Werke (Auswahl)
- Radierungen in den Mappen des Radiervereines zu Weimar („Zecher“, „Mädchenkopf“ u. a.)
- Porträt von Rudolf Steiner (1892)[2]
- Waldlandschaft
- Landschaft bei Weimar
- Waldstück mit Figurenstaffage (1910)
- Im Thüringer Forst (1912)
- Die Versuchung des Eremiten (1913)
- Hirte sitzt im Schatten eines Baumes. Seine Ziegen ruhen an der Wasserstelle
- Künstlerkneipe auf der Lobedaburg bei Jena
- Picknick in toskanischer Landschaft
- Wanderer in einer Waldlandschaft (1916)
- Mondnacht am See im Herbst
- Gebirgsbach
- Bachlauf mit Raben (1928)
- Kinderheimat – Lesebuch für das 1. Schuljahr